# Defrutum
Defrutum war in der antiken römischen Küche ein unvergorener, eingekochter Traubenmost, der als Süßstoff für Saucen, als allgemeines Süßmittel (Zucker war sehr selten und teuer, Honig war die einzige brauchbare Alternative) oder als Süßreserve beim Wein eingesetzt wurde. Nach Plinius wurde der Most auf die Hälfte, nach Varro und Columella auf ein Drittel seines ursprünglichen Volumens eingekocht. Um die Süße zu verstärken, wurde empfohlen, den Traubenmost in Bleigefäßen zu kochen (Bleizucker); dies ist allerdings nach heutigem Wissensstand gesundheitsschädlich.
Andere Weinsirupe waren die sapa und das caroenum. Für die Sapa wurde der Traubenmost ebenfalls auf ein Drittel eingekocht. Columella und Varro lassen dagegen die sapa nur auf die Hälfte ihres Volumens einkochen.
Das caroenum wird dagegen nur um ein Drittel reduziert.
Die Sapa existierte auch noch in der pharmazeutischen Fachsprache des 16. Jahrhunderts, so als Sapa vini dulcis, einem bis zur Hälfte oder bis zum Drittel eingedickten, süßen Weinmost.
Unter dem Namen Pekmez ist ein Sirup aus eingedicktem Traubensaft in der türkischen Küche gebräuchlich.